# 凛凛と
『凛凛と』（りんりんと）は、1990年（平成2年）4月2日から9月29日まで放送されたNHK連続テレビ小説第44作。主演は田中実。全156回。

## 概要
朝の連続テレビ小説で男性が主演を務めたのは、『いちばん太鼓』以来5年ぶりで平成初。富山県が主な舞台になった最初の作品で、初めて海外ロケが、イギリスとフランス、アイルランドで行われた。
この作品から、副音声を利用した視覚障害者向けの解説放送が実施された。
1990年の初回視聴率は29.4%、平均視聴率は33.9%、最高視聴率は39.5%（ビデオリサーチ調べ、関東地区・世帯）。
放送ライブラリーでは第1回が公開。

## ストーリー
富山県魚津市出身で、大正時代に上京し、テレビジョンを開発した青年と、周辺の人物の成長を描いた。放送中に「防災の日」を迎え、関東地震も描かれた。
主人公・畠山幸吉は、機械式（機械式走査方式）テレビジョンを発明した科学者・川原田政太郎がモデル。

## キャスト
畠山幸吉
演 - 田中実
妻・青木（畠山）郁 / 語り
演 - 荻野目洋子
幸吉と郁の娘・華
演 - 赤木真理
幸吉の父・貞吉
演 - イッセー尾形
幸吉の母・妙
演 - 永島暎子
幸吉の兄・正太
演 - 星野雄史
郁の父・青木十四郎
演 - 高橋幸治
郁の兄・青木憂
演 - 野村宏伸
友人・丁字屋銀造
演 - 梨本謙次郎
幸吉の元婚約者・川上八千代
演 - 水野真紀
医師・佐伯昌之
演 - 神田正輝
佐伯の妻・佐伯まさ
演 - 森口瑤子
銀造の父・伝右衛門
演 - ハナ肇
岡部ミツ
演 - 真野響子
岡部タマ
演 - 藤谷美紀
水田澄江
演 - 手塚理美
芸者・大原万智
演 - 喜多嶋舞
万智の息子・銀太
演 - 市裏大器
万智の先輩芸者・梅子
演 - 一色彩子
猪熊大五郎
演 - 大塚周夫
大学教授・里見
演 - 松山英太郎
里見の娘・モモ子
演 - 鍵本景子
阿部富恵
演 - 小野みゆき
木村誠
演 - 高川裕也
八千代の父・川上源造
演 - 金内吉男
中川晋介
演 - 渡辺篤史
中川さよ
演 - 李星蘭
清水
演 - 矢野武
新之介
演 - 野村祐人
与平
演 - 西川忠志
松本巡査
演 - 三井善忠
その他
演 - 清水綋治、原田大二郎、ストロング金剛、西村淳二、高津住男

## スタッフ
- 作 - 矢島正雄[5]
- 音楽 - 堀井勝美[5]
- オープニングテーマ曲「GREEN」
  - 作曲・編曲 - 堀井勝美
- 副音声解説 - 関根信昭（声優）
- 演出 - 岡本喜侑[5]
- 題字 - 藤沢昌子[5]
- 指導 - 斉藤房男[5]、竹本駒之助[5]
- ことば指導 - 椎名茂[5]、飯村郁美[5]
- 考証 - 加太こうじ[5]、高山瑩子[5]、天野隆子[5]
- 制作 - 田代勝四郎[5]
- 美術 - 足立正美[5]
- 技術 - 白石健二[5]
- 音響効果 - 村田幸治[5]
- 撮影 - 牛尾信重[5]
- 照明 - 竹内信博[5]
- 音声 - 谷島一樹[5]
- 編集 - 市川筆子[5]

## 放送日程
| 週 | 回数      | 放送日            | 演出              |
| -- | --------- | ----------------- | ----------------- |
| 1  | 1 - 6     | 4月2日 - 4月7日   | 岡本憙侑          |
| 2  | 7 - 12    | 4月9日 - 4月14日  | 岡本憙侑          |
| 3  | 13 - 18   | 4月16日 - 4月21日 |                   |
| 4  | 19 - 24   | 4月23日 - 4月28日 | 諏訪部章夫        |
| 5  | 25 - 30   | 4月30日 - 5月5日  |                   |
| 6  | 31 - 36   | 5月7日 - 5月12日  |                   |
| 7  | 37 - 42   | 5月14日 - 5月19日 | 諏訪部章夫        |
| 8  | 43 - 48   | 5月21日 - 5月26日 |                   |
| 9  | 49 - 54   | 5月28日 - 6月2日  |                   |
| 10 | 55 - 60   | 6月4日 - 6月9日   | 一井久司          |
| 11 | 61 - 66   | 6月11日 - 6月16日 |                   |
| 12 | 67 - 72   | 6月18日 - 6月23日 | 諏訪部章夫        |
| 13 | 73 - 78   | 6月25日 - 6月30日 |                   |
| 14 | 79 - 84   | 7月2日 - 7月7日   | 岡本憙侑 柴田岳志 |
| 15 | 85 - 90   | 7月9日 - 7月14日  |                   |
| 16 | 91 - 96   | 7月16日 - 7月21日 |                   |
| 17 | 97 - 102  | 7月23日 - 7月28日 |                   |
| 18 | 103 - 108 | 7月30日 - 8月4日  |                   |
| 19 | 109 - 114 | 8月6日 - 8月11日  |                   |
| 20 | 115 - 120 | 8月13日 - 8月18日 |                   |
| 21 | 121 - 126 | 8月20日 - 8月25日 |                   |
| 22 | 127 - 132 | 8月27日 - 9月1日  |                   |
| 23 | 133 - 138 | 9月3日 - 9月8日   |                   |
| 24 | 139 - 144 | 9月10日 - 9月15日 |                   |
| 25 | 145 - 150 | 9月17日 - 9月22日 |                   |
| 26 | 151 - 156 | 9月24日 - 9月29日 |                   |